# Zuid-Thürings voetbalkampioenschap 1932/33
In 1932/33 werd het veertiende en laatste voetbalkampioenschap van Zuid-Thüringen gespeeld, dat georganiseerd werd door de Midden-Duitse voetbalbond. 
SV 08 Steinach werd kampioen en plaatste zich voor de Midden-Duitse eindronde. De club versloeg FC Wacker 1910 Gera en verloor dan van SC Wacker Leipzig.
Na dit seizoen kwam de Nationaalsocialistische Duitse Arbeiderspartij aan de macht en werd de competitie grondig geherstructureerd. De overkoepelende voetbalbonden werden afgeschaft en ruimden plaats voor 16 Gauliga's. De clubs uit Zuid-Thüringen gingen in de nieuwe Gauliga Mitte spelen, waarvoor enkel de kampioen zich plaatste. Er werden ook geografische correcties gemaakt zodat clubs die altijd tegen de Midden-Duitse clubs gespeeld hadden nu overgeheveld werden naar de Sportgau Bayern. Met topclubs als SpVgg Fürth, 1. FC Nürnberg en SV 1860 München was de Beierse competitie sowieso al een van de sterkste van het land. Toch slaagde VfB Coburg er in om twee keer, telkens voor één seizoen te promoveren naar de Gauliga Bayern. De clubs uit Zuid-Thüringen waren niet bestand tegen de sterkere clubs van de andere Midden-Duitse competities. SV Steinach werd wel vicekampioen in het eerste seizoen maar speelde slechts vier seizoenen in de Gauliga. 1. FC Lauscha slaagde er ook in te promoveren en vier seizoenen in de Gauliga te spelen.

## Gauliga
| Plaats | Club                     | Wed. | W  | G | V  | Saldo | Ptn.  |
| ------ | ------------------------ | ---- | -- | - | -- | ----- | ----- |
| 1.     | SV 1908 Steinach         | 18   | 12 | 3 | 3  | 50:20 | 27:9  |
| 2.     | VfL 07 Neustadt          | 18   | 9  | 3 | 6  | 46:34 | 21:15 |
| 3.     | SC 06 Oberlind           | 18   | 8  | 4 | 6  | 40:42 | 20:16 |
| 4.     | VfB 1907 Coburg          | 18   | 8  | 3 | 7  | 51:31 | 19:17 |
| 5.     | 1. SC Sonneberg 04       | 18   | 8  | 2 | 8  | 34:30 | 18:18 |
| 6.     | SpVgg Neuhaus-Igelshieb  | 17   | 7  | 3 | 7  | 21:35 | 17:17 |
| 7.     | 1. FC 07 Lauscha         | 18   | 6  | 5 | 7  | 36:36 | 17:19 |
| 8.     | SC 1919 Effelder         | 17   | 7  | 2 | 8  | 36:42 | 16:18 |
| 9.     | FC Viktoria 1909 Coburg  | 18   | 5  | 3 | 10 | 30:53 | 13:23 |
| 10.    | Sportring 1910 Sonneberg | 18   | 4  | 2 | 12 | 28:49 | 10:26 |

Sportring 1910 Sonneberg sloot zich na dit seizoen bij 1. SC 04 Sonneberg aan. 
|  | Kampioen, geplaatst voor Midden-Duitse eindronde en Gauliga Mitte 1933/34 |
|  | Geplaatst voor Bezirksklasse Thüringen 1933/34                            |
|  | Wissel naar Sportgau Bayern                                               |
|  | Degradatie naar Kreisklasse Südthüringen 1933/34                          |